# Autoserica moseri
Autoserica moseri är en skalbaggsart som beskrevs av Frey 1966. Autoserica moseri ingår i släktet Autoserica och familjen Melolonthidae. Inga underarter finns listade.